# Lultzhausen
Lultzhausen (luxembourgeois : Lëlz) est une section de la commune luxembourgeoise d’Esch-sur-Sûre située dans le canton de Wiltz.

## Histoire
Lultzhausen était une section de la commune de Neunhausen jusqu’à la fusion officielle de cette dernière avec Esch-sur-Sûre le 1er janvier 2012.